# Гельфгат, Илья Маркович
Илья Маркович Гельфгат (укр. Ілля Маркович Гельфгат; род. 3 августа 1951 года, Харьков, Украинская ССР, СССР) — украинский учитель, физик. Герой Украины (2021), Полный кавалер ордена «За заслуги», имеет звание «Отличник народного образования».

## Биография
Окончил Харьковский государственный университет им. А. М. Горького. Преподает в Харьковском физико-математическом лицее № 27 с 1988 года. Также является преподавателем Центра довузовского образования Харьковского университета
Кандидат физико-математических наук (1984). Заведующий кафедрой учителей физики.
Автор сборников задач, справочников, методических пособий.
Подготовил многих победителей областного и республиканского этапов Всеукраинских олимпиад по физике. В общей сложности 7 его учеников стали победителями Международных олимпиад по физике (1 золотая, 3 серебряных и 3 бронзовых медали). Среди его учеников — обладатели ученых степеней.

## Награды
Илья Гельфгат — заслуженный учитель Украины, отличник народного образования и почётный гражданин Харькова.
В 2009 году награждён орденом «За заслуги» II степени «за весомый личный вклад в развитие национального образования, высокое педагогическое мастерство, подготовку победителей и призёров международных ученических олимпиад 2008 года». В 2015 году награждён орденом «За заслуги» I степени «за значительный личный вклад в развитие национального образования, подготовку квалифицированных специалистов, многолетнюю плодотворную педагогическую деятельность и высокий профессионализм». В 2021 году харьковскому педагогу присвоено звание Героя Украины.

## Публикации
- «Сборник задач по физике» для 7-11 классов.
- 1001 задача по физике с решениями.
- Школьный курс физики в тестах.
- Является соавтором многих задачников и учебников